# 僕ら今日も生きている/考えるな、燃えろ!!
「僕ら今日も生きている/考えるな、燃えろ!!」（ぼくらきょうもいきている/かんがえるな、もえろ!!）は、ジャニーズWESTの8枚目のシングル。2017年11月22日にジャニーズ・エンタテイメントから発売。

## 概要
- 前作「おーさか☆愛・EYE・哀/Ya! Hot! Hot!」から5か月ぶり及び2作連続での両A面シングルとなる。

- 初回盤A・B、通常盤の3種での発売となり、それぞれ収録内容・ジャケット写真ともに異なる。

- 表題曲「僕ら今日も生きている」は、フジテレビ系アニメ『モンスターハンター ストーリーズ RIDE ON』の主題歌である。

- また、表題曲「考えるな、燃えろ!!」は、メンバー主演 Netflixオリジナルドラマ『炎の転校生 REBORN』の主題歌である。

- 初回盤A・Bには、オリジナル・カラオケ2曲を収録。

- 初回盤Aには、「僕ら今日も生きている」のMusic Clip & Makingを収録。

- 初回盤Bには、「考えるな、燃えろ!!」のMusic Clip & Makingを収録。

- 通常盤には、カップリング曲「何万回だって「君が好き」」「SHE IS MY...」を収録。

## 封入特典

### 初回盤A・B
1. 2面4Pジャケット

### 通常盤
1. 3面6Pジャケット

## チャート成績
- 2017年11月21日付のデイリーランキングでは7.9万枚を売り上げ2位にランクイン、翌日の2017年11月22日付では2.3万枚を売り上げ1位を獲得した。12月4日付のオリコン週間ランキングでは12.7万枚を売り上げたが、店着日のみで104.8万枚も売り上げたAKB48の「11月のアンクレット」（初週109.5万枚[1]）に阻まれ2位にランクイン。「人生は素晴らしい」以来2作ぶりに首位を逃した作品となった。しかし、アニメ週間チャートにおいては2週目にして2.2万枚をセールスした315 STARS「THE IDOLM@STER SideM ANIMATION PROJECT 01「Reason!!」」の2連覇を阻止する形で3作連続となる1位を獲得した。

- ビルボードにおいてもHOT 100・Top Singles Salesではオリコン同様、AKB48に3倍以上のポイント差を付けられ惨敗したが[2][3]、Hot Animationではダウンロードで約2倍の差をつけて圧倒したUNISON SQUARE GARDEN「fake town baby」に2倍以上のポイント差をつけて圧勝。3作連続となる首位獲得となった。[4]

## 収録曲

### CD

#### 通常盤
1. 僕ら今日も生きている
作詞：MORISHIN, 作曲：川口進 / MORISHIN, 編曲：水島康貴
  - フジテレビアニメ「モンスターハンター ストーリーズ RIDE ON」主題歌[5]
2. 考えるな、燃えろ!!
作詞・作曲：PA-NON / 松本タカヒロ / ha-j, 編曲：ha-j
  - ジャニーズWEST主演 Netflixオリジナルドラマ「炎の転校生 REBORN」主題歌[6]
3. 何万回だって「君が好き」
作詞：岩田秀聡, 作曲・編曲：岩田秀聡 / 永野大輔
4. SHE IS MY...
作詞：SHIROSE from WHITE JAM, 作曲：COMMAND FREAKS / SHIROSE from WHITE JAM, 編曲：COMMAND FREAKS

#### 初回限定盤A
1. 僕ら今日も生きている
2. 考えるな、燃えろ!!
3. 僕ら今日も生きている（オリジナル・カラオケ）
4. 考えるな、燃えろ!!（オリジナル・カラオケ）

#### 初回限定盤B
1. 考えるな、燃えろ!!
2. 僕ら今日も生きている
3. 考えるな、燃えろ!!（オリジナル・カラオケ）
4. 僕ら今日も生きている（オリジナル・カラオケ）

### DVD

#### 初回限定盤A
1. 「僕ら今日も生きている」Music Clip & Making

#### 初回限定盤B
1. 「考えるな、燃えろ!!」Music Clip & Making